# Жюдіт Годреш
Жюдіт Годреш (фр. Judith Godrèche; нар. 23 березня 1972) — французька акторка, письменниця та фемактивістка, яка знялася у більше ніж 30 фільмах.

## Ранні роки
Джудіт Годреш народилася в 17-му окрузі Парижа. Її батько — психоаналітик, а мати — дитячий терапевт. Її батьки розлучилися, коли їй було вісім років. Її батько — єврей ; Його батьки були вихідцями з Польщі та Росії, які пережили Голокост і змінили своє прізвище з Голдрайх.  Після того, як у 14 років її помітили для першої ролі, Годреш покинула школу та переїхала від батьків, щоб розпочати свою акторську кар'єру. У 1987 році, у віці 14 років, вона мала стосунки з режисером Бенуа Жако, який був на 25 років старший за неї, і який знімав її у фільмі «Розчаровані».  У наступні роки Годреш звинуватив Жако у зґвалтуванні.

## Кар'єра
Її ранні роботи включали комерційну модельну роботу для японського виробника шоколаду, а також для підліткового журналу. Її перша поява в кіно відбулася в ролі дочки Клаудії Кардинале у фільмі «Наступне літо». У 14 років вона отримала свою першу головну роль у виставі Жако « Жебраки» з Домініком Сандою.
У 1989 році Годреш знялася у фільмі Жака Дуайона " 15-річна дівчинка " разом із Мелвілем Пупо, який приніс їй славу. Наступного року вона повністю присвятила себе кіно. У 1990 році вона була номінована на премію «Сезар» як найперспективніша акторка за свою роль у фільмі Жако « Розчарована».
У 1991 році вона була членом журі 41-го Берлінського міжнародного кінофестивалю.
У 1994 році її роман «Point de side» був опублікований у Франції видавництвом Broché Publishers та отримав схвальні відгуки.
Годреш не була добре відома американській публіці до виходу фільму Патріса Леконта « Сміхур» у 1996 році. Фільм познайомив її з американцями в ролі Матильди де Бельгард. У 1998 році вона знялася разом з Леонардо ДіКапріо та Джеремі Айронсом у фільмі «Людина в залізній масці».
Годреш була номінована на премію «Сезар» 2002 року за найкращу жіночу роль другого плану за свою гру в несподіваному європейському хіті «L'Auberge Espagne».
Її перший альбом, натхненний фільмом « Всі дівчата плачуть», був випущений лейблом Because Music.
У 2012 році вона почала грати постійний персонаж Клодетт фон Юргенс у третьому сезоні серіалу «Королівські болі».
Виконання Годреш ролі Шарлотти у фільмі " Ніч " призвело до того, що її назвали «зіркою-проривом» 2015 року. Вона також знімається в майбутній комедії HBO про французьку акторку, яка переїжджає до Лос-Анджелеса.

## Особисте життя
Годреш мала тривалі стосунки з Бенуа Жако, який був на 25 років старший за неї, починаючи з 1987 року.  У 1996 році вона була недовго одружена з архітектором Філіпом Мішелем.  Пізніше з 1998 по 2002 рік вона була одружена з коміком Дані Буном. У них є син Ное, який народився 4 вересня 1999 року.  У 2004 році вона почала стосунки з актором і режисером Морісом Бартелемі, який є батьком її дочки Тесс, яка народилася 19 квітня 2005 року.  Пара розлучилася у 2014 році.
Годреш розглядала можливість офіційного навернення до юдаїзму в дорослому віці, що вона пояснювала близькими стосунками з бабусею та дідусем по батьківській лінії.

### Позов щодо сексуального насильства проти Бенуа Жако та Жака Дуайона
У лютому 2024 року Годреш подала скарги до поліції на Жака Дуайона та Бенуа Жако за сексуальне насильство, скоєне у 1980-х роках, коли вона була неповнолітньою.  На 49-й церемонії вручення премії «Сезар» 23 лютого 2024 року Годреш виступив з промовою про сексуальне насильство та звернувся до французької омерти навколо #MeToo.  У травні 2024 року Годреш була додана до офіційної відбіркової програми 77-го Каннського кінофестивалю, де вона представила свій короткометражний фільм «Moi aussi» («Я теж»). Фільм розповідає історії жертв сексуального насильства. Його було створено після того, як Годреш звернулася до громадськості через свій акаунт в Instagram, на що відгукнулося близько 6000 людей. Його було показано під час церемонії відкриття секції фестивалю «Особливий погляд» та безкоштовно для публіки 15 травня в рамках програми Cinéma de la Plage.
1 липня 2024 року Жако та Дуайона допитали щодо заяви Годреша про зґвалтування та сексуальне насильство.  Двох директорів також візьме під варту Бригада захисту неповнолітніх.  3 липня 2024 року Жако було висунуто кримінальне звинувачення у зґвалтуванні двох інших акторок.

## Фільмографія

### Актриса
| Рік      | Назва                               | Роль                | Директор             |
| -------- | ----------------------------------- | ------------------- | -------------------- |
| 1985 рік | Наступного літа                     | Нікі                | Надін Трентіньян     |
| 1987 рік | Жебраки                             | Катерина            | Бенуа Жако           |
| 1987 рік | Сезони задоволення                  | Офелія              | Жан-П'єр Мокі        |
| 1988 рік | Меридіан                            | Стефані             | Жан-Франсуа Аміге    |
| 1988 рік | Літо штормів                        | Лоуренс             | Шарлотта Брандстрем  |
| 1989 рік | Звуки                               | Флоренс-молодша     | Олександр Роквелл    |
| 1989 рік | П'ятнадцятирічна дівчина            | Джульєтта           | Жак Дуайон           |
| 1990 рік | Розчаровані                         | Бет                 | Бенуа Жако           |
| 1991 рік | Фердидурке                          | Зоопарк             | Єжи Сколімовський    |
| 1991 рік | Париж прокидається.                 | Луїза               | Олів'є Ассаяс        |
| 1992 рік | Емма Зунц ТБ                        | Емма Зунц           | Бенуа Жако           |
| 1993 рік | Танго                               | Мадлен              | Патріс Леконт        |
| 1993 рік | Нове життя                          | Ліза                | Олів'є Ассаяс        |
| 1994 рік | Великий маленький                   | Бенедикт            | Софі Філльєр         |
| 1995 рік | Світанок у зворотному напрямку      |                     | Софі Марсо           |
| 1995 рік | Бомарше, зухвалий                   | Марія-Антуанетта    | Едуард Молінаро      |
| 1995 рік | Смішно                              | Матильда            | Патріс Леконт        |
| 1997 рік | Червоний і чорний                   | Матильда де Ла-Моль | Жан-Даніель Верхеж   |
| 1998 рік | Людина в залізній масці             | Крістін Белльфорт   | Рендалл Воллес       |
| 1998 рік | Бімболенд                           | Сесіль Бюссі        | Аріель Зейтун        |
| 1999 рік | Ентропія                            | Стелла              | Філ Джоану           |
| 2001 рік | Іспанський заїзд                    | Анна-Софі           | Седрік Клапіш        |
| 2001 рік | Південний Кенсінгтон                | Сусанна             | Карло Ванзіна        |
| 2002 рік | Розкажи мені про кохання            | Джастін             | Софі Марсо           |
| 2002 рік | Французький бутік                   | Естель              | Тоні Маршалл         |
| 2003 рік | Сипучі піски                        | Лела Форін          | Джон Маккензі        |
| 2004 рік | Ти сміятимешся, але я тебе покидаю. | Еліз Верона         | Філіп Арель          |
| 2004 рік | Все, що потрібно, щоб догодити      | Одружений/одружена  | Сесіль Телерман      |
| 2004 рік | Тато                                | Мама                | Моріс Бартелемі      |
| 2006 рік | Людина-бомба                        |                     | Моріс Бартелемі      |
| 2007 рік | Я не хочу, щоб ти пішов геть        | Карла               | Бернар Жанжан        |
| 2008 рік | Солодкий дім                        |                     | Бенуа Ламі           |
| 2009 рік | Будь ласка, мене!                   | Очистити            | Еммануель Муре       |
| 2010 рік | Потіче                              | Єлизавета           | Франсуа Озон         |
| 2010 рік | Свято                               | Надін Тремуа        | Гійом Ніклу          |
| 2011 рік | Мистецтво кохання                   | Амелі               | Еммануель Муре       |
| 2013 рік | Стокер                              | Доктор Жакен        | Пак Чан-ук           |
| 2015 рік | Ніч                                 | Шарлотта            | Патрік Брайс         |
| 2018 рік | Під Ейфелевою вежею                 | Луїза               | Арчі Бордерс         |
| 2019 рік | Підйом                              | Ава                 | Майкл Анджело Ковіно |
| 2020 рік | Медична поліція (серіал Netflix)    | Анаїс Дежарден      | Білл Бенц            |